# Eraserhead
Eraserhead este un film de groază din 1977 scris și realizat de regizor american David Lynch (debut regizoral). Rolul principal al  personajului Henry Spencer a fost jucat de Jack Nance, care juca în toate filme și proiecte lui Lynch (singura excepția fiind The Elephant Man din 1980) până la moartea lui în anul 1996. Lynch descrie acest film ca "un vis de lucruri întunecoase și tulburătoare".
Filmat în alb-negru, Eraserhead este primul lungmetraj al lui Lynch, apărut în urma a diferite lucrări de durată mică. Filmul a fost produs cu asistența Institutului American de Film (AFI) în timpul anilor de studiu ai regizorului aici. Cu o distribuție alcătuită din Jack Nance, Charlotte Stewart, Jeanne Bates, Judith Anna Roberts, Laurel Near și Jack Fisk, filmul prezintă povestea lui Henry Spencer (Nance) care rămâne în grija copilului său deformat, într-un mediu industrial părăsit. Pe parcursul filmului, Spencer are vise sau halucinații legate de copil și de Doamna din Radiator (Near).
Filmările pentru Eraserhead au durat mai mulți ani din cauza dificultăților de a strânge fonduri; donațiile lui Fisk și ale soției lui, Sissy Spacek, au permis continuarea producției. Filmul a fost filmat în diferite locații deținute de AFI în California, printre care Conacul Greystone și mai multe grajduri nefolosite, în care Lynch locuise în trecut. Lynch și inginerul de sunet Alan Splet au lucrat un an la partea audio, din momentul în care studioul a fost izolat acustic. Coloana sonoră a Eraserhead conține muzică la orgă de Fats Waller și include cântecul „In Heaven”, compus special pentru film de Peter Ivers.
Prezentat inițial unei audiențe mici și cu interes redus, Eraserhead a devenit popular în urma mai multor difuzări ca film de la miezul nopții. Din momentul lansării, filmul a avut parte de recenzii pozitive. Imaginile suprarealiste și tendințele spre sexualitate au fost considerate elemente tematice cheie, precum și efectele sonore complicate și aspectele tehnice deosebite.

## Distribuție
- Jack Nance – Henry Spencer
- Charlotte Stewart – Mary X
- Allen Joseph – Mr. X
- Jeanne Bates – Mrs. X
- Jean Lange – Bunica
- Judith Anna Roberts – Beautiful Girl Across the Hall
- Laurel Near – Lady in the Radiator
- Jack Fisk – The Man in the Planet
- Darwin Joston – Paul
- Hal Landon Jr. – Pencil Machine Operator